# مايك باول
مايك باول (5 أبريل 1975 - ) (بالإنجليزية: Mike Powell)‏ هو لاعب كريكت نيوزلندي. لعب مع Northern Cape (cricket team) ‏.

## وصلات خارجية
- مايك باول على موقع إي آس بي آن كريك إنفو (الإنجليزية)